# The Ozark Mountain Daredevils (album)
The Ozark Mountain Daredevils è l'album di debutto del gruppo di country rock, The Ozark Mountain Daredevils. Nell'album è contenuta una delle canzoni più famose degli Ozark Mountain Daredevils, If You Wanna Get to Heaven.

## Tracce
Lato A
1. Country Girl – 3:14 (Randle Chowning)
2. Spaceship Orion – 3:10 (Larry Lee)
3. If You Wanna Get to Heaven – 3:04 (John Dillon, Steve Cash)
4. Chicken Train – 3:36 (Steve Cash)
5. Colorado Song – 5:06 (John Dillon, Steve Cash)

Lato B
1. Standing on the Rock – 3:54 (John Dillon)
2. Road to Glory – 4:54 (Randle Chowning)
3. Black Sky – 3:05 (Steve Cash)
4. Within' Without – 4:25 (Larry Lee)
5. Beauty in the River – 3:53 (John Dillon)

## Musicisti
- John Dillon - chitarra elettrica, chitarra acustica, fiddle, mouthbow, percussioni, voce, mandolino, autoharp, dulcimer
- Steve Cash - voce, armonica, percussioni
- Randle Chowning - chitarra elettrica solista, chitarra acustica, armonica (harp), voce, chitarra national steel
- Buddy Brayfield - pianoforte, clavicembalo, organo, voce, percussioni
- Michael Granda - basso, percussioni, chicken squawks
- Larry Lee - voce, percussioni, sega musicale (saw), chitarra acustica, batteria, saw and board
- Elizabeth Anderson - accompagnamento vocale
- Sidney Cash - accompagnamento vocale
- Janet Lee - accompagnamento vocale
- Donald Bromage - accompagnamento vocale[2][3][4]